# Список вулиць Львова (Н)
Список усіх вулиць Львова, що починаються на літеру Н.
У списку вулиці подані за алфавітом. Назви вулиць на честь людей відсортовані за прізвищем і подаються у форматі Прізвище Ім'я і/або Посада. Якщо вулиця названа за цілісним псевдонімом або прізвиськом, то сортування відбувається за першої літерою псевдоніма або імені, тобто Лесі Українки — на літеру Л, Марка Вовчка, Марка Черемшини — на М, Олени Пчілки — на О, Панаса Мирного — на П, Янки Купали — на Я тощо.
Курсивом позначені зниклі вулиці.
Колір фону у списку залежить від типу урбаноніма.
| Назва                  | Тип    | Колишні назви                                                                          | Район          | Місцевість             | Рік затв. | Джерела          |
| ---------------------- | ------ | -------------------------------------------------------------------------------------- | -------------- | ---------------------- | --------- | ---------------- |
| На Копані              | вулиця | Втіха бічна                                                                            | Личаківський   | Великі Кривчиці        | 1993      | ПСВЛ, ВП, Л      |
| На Нивах               | вулиця | На Ніви                                                                                | Шевченківський | Голоско                | 1933      | ПСВЛ, ВП, Л      |
| На Сторожі             | вулиця | На Чатах                                                                               | Личаківський   | Великі Кривчиці        | 1946      | ПСВЛ, ВП, Л      |
| На Чвертях             | вулиця | Заціше, На Цьвєрцях                                                                    | Залізничний    | Левандівка             | 1946      | ПСВЛ, ВП, Л      |
| Навколишня             | вулиця | Окружна (Кривчиці)                                                                     | Личаківський   | Великі Кривчиці        | 1962      | ПСВЛ, ВП, Л      |
| Навої Алішера          | вулиця |                                                                                        | Личаківський   | Знесіння               |           | ВП, Л            |
| Навроцького Володимира | вулиця | Кіровоградська                                                                         | Сихівський     | Новий Львів            | 1992      | ПСВЛ, ІВЛ, ВП, Л |
| Нагірна                | вулиця |                                                                                        | Шевченківський | Збоїща                 | 1962      | ПСВЛ, ВП, Л      |
| Нагірних               | вулиця | Ґроховска бочна, Стахєвіча, Іґаньска, Легагґассе, Сержантська                          | Франківський   | Вулька                 | 1993      | ПСВЛ, ІВЛ, ВП, Л |
| Над Джерелом           | вулиця | Над Зьрудлем                                                                           | Личаківський   | Великі Кривчиці        | 1950      | ПСВЛ, ВП, Л      |
| Надійна                | вулиця | Зелена бічна                                                                           | Сихівський     | Пирогівка              | 1962      | ПСВЛ, ВП, Л      |
| Над'ярна               | вулиця | Піскова (Кривчиці)                                                                     | Личаківський   | Великі Кривчиці        | 1962      | ПСВЛ, ВП, Л      |
| Назарука Осипа         | вулиця | Зелена (Збоїща); Захисна, Грінченка бічна                                              | Шевченківський | Збоїща                 | 1993      | ПСВЛ, ІВЛ, ВП, Л |
| Наливайка Северина     | вулиця | Фляйшгауер Ґассе, Жезніцка, Шляхтґофштрассе, Різницька                                 | Галицький      | Центр                  | 1950      | ПСВЛ, ІВЛ, ВП, Л |
| Нарбута Георгія        | вулиця | Ожинова бічна                                                                          | Шевченківський | Рясне                  | 1993      | ПСВЛ, ІВЛ, ВП, Л |
| Народна                | вулиця | Людова, Тучапський Макарґассе                                                          | Франківський   | Богданівка             | 1946      | ПСВЛ, ВП, Л      |
| Нарцисова              | вулиця |                                                                                        | Шевченківський | Рясне                  | 1958      | ПСВЛ, ВП, Л      |
| Насипна                | вулиця | Шкарпова, Лядісляус фон Оппельнґассе                                                   | Галицький      | Високий Замок          | 1946      | ПСВЛ, ВП, Л      |
| Насінна                | вулиця | Любінська бічна                                                                        | Залізничний    | Скнилівок              | 1958      | ПСВЛ, ВП, Л      |
| Наступальна            | вулиця | Бойова (Кривчиці)                                                                      | Личаківський   | Великі Кривчиці        | 1962      | ПСВЛ, ВП, Л      |
| Наукова                | вулиця |                                                                                        | Франківський   | Боднарівка, Кульпарків | 1964      | ПСВЛ, ВП, Л      |
| Нафтова                | вулиця | Фрухтмана, Панківськийґассе                                                            | Шевченківський | Підзамче               | 1950      | ПСВЛ, ВП, Л      |
| Невелика               | вулиця | Гетьманьска (Левандівка); Подкоморска, Підкоморська                                    | Залізничний    | Левандівка             | 1950      | ПСВЛ, ВП, Л      |
| Немирівська            | вулиця | Блонна                                                                                 | Залізничний    | Левандівка             | 1950      | ПСВЛ, ВП, Л      |
| Нестора Літописця      | вулиця | Пушкіна (Рясне); Гнатюка (Рясне)                                                       | Шевченківський | Рясне                  | 1992      | ПСВЛ, ІВЛ, ВП, Л |
| Нечая Данила           | вулиця |                                                                                        | Залізничний    | Левандівка             | 1956      | ПСВЛ, ІВЛ, ВП, Л |
| Нечуя-Левицького Івана | вулиця | Лєнартовіча, Драгоманова, Ленартовича                                                  | Франківський   | Кастелівка             | 1946      | ПСВЛ, ІВЛ, ВП, Л |
| Нижанківського Остапа  | вулиця | Кшива Сьлєпа, Кшива, Бурлярда, Круммеґассе, Гандельштрассе, Крива, Бойка               | Галицький      | Центр                  | 1992      | ПСВЛ, ІВЛ, ВП, Л |
| Низинна                | вулиця | Шевченкі бочна (Левандівка); Нова (Левандівка); Баґніста, Зумпфґассе, Багниста         | Залізничний    | Левандівка             | 1950      | ПСВЛ, ВП, Л      |
| Низова                 | вулиця | За Фіґуром                                                                             | Личаківський   | Великі Кривчиці        | 1950      | ПСВЛ, ВП, Л      |
| Низький Замок          | вулиця | пляц Каструм, Техніцка, Лукасіньскєґо, Гльокенштрассе, Лукасінського, Космодем'янської | Галицький      | Центр                  | 1991      | ПСВЛ, ВП, Л      |
| Ніжинська              | вулиця | На Дебрах, Пяскова (част.), Паулінув, Павлінів                                         | Личаківський   | Личаків                | 1945      | ПСВЛ, ВП, Л      |
| Ніщинського Петра      | вулиця | Копальна бочна, Корсо Ґурне, Нусбаума-Гіляровіча                                       | Личаківський   | Великі Кривчиці        | 1946      | ПСВЛ, ІВЛ, ВП, Л |
| Новаківського Олекси   | вулиця | Зємялковскєґо, Танненштрассе, Земялковського, Пестеля                                  | Галицький      | Центр                  | 1946      | ПСВЛ, ІВЛ, ВП, Л |
| Новий Світ             | вулиця | Кшижова бочна, Нова, Нови Сьвят, Макензенґассе, Демократична                           | Франківський   | Новий Світ             | 1990      | ПСВЛ, ВП, Л      |
| Новознесенська         | вулиця | Собєскєґо (Знесіння); Новознесеньска, Знєсєнєр-Гауптштрассе                            | Личаківський   | Знесіння               | 1944      | ПСВЛ, ВП, Л      |